# Disco oro
Disco oro è una raccolta di Mario Merola del 2005.

## Tracce

### Disco 1
- Zappatore
- Freva 'e gelusia
- Mamma addo' sta
- Ave maria
- Cient catene
- Giuramento
- O mare e mergellina
- Facitela sunna
- E quatte vie
- Tradimento
- È bello 'o magna
- Lacrime napulitane
- Suriento de nammurate
- Povera figlia
- 'E figlie
- Mamma'

### Disco 2
- Canzona 'mbriaca
- Carcerato
- Allegretto ma non troppo
- Acqua salata
- A' sciurara
- Chiamate napoli 081
- Passione eterna
- A dolce vita
- O treno do sole
- Cient appuntament
- Tu ca nun chiagne
- Malufiglio
- Chella ca sfronne 'e rose
- Guapparia
- nammurato e te
- Pure cu mme